# قتل در تعطیلات
حفره (به انگلیسی: The Hollow) که در ایران با نام قتل در تعطیلات توسط انتشارات هرمس چاپ شده‌است، رمانی جنایی اثر آگاتا کریستی می‌باشد .
این کتاب که از مجموعه داستان‌های پوآرو می‌باشد در سال ۱۹۴۶ در آمریکا توسط انتشارات داد، مید اند کمپانی و در نوامبر همان سال توسط انتشارات کولینز کرایم کلوب در بریتانیا به چاپ رسیده است.
قیمت کتاب در بریتانیا هشت شیلینگ و شش پنسی و در آمریکا دو و نیم دلار بوده‌است.